# Скоррано
Скоррано (итал. Scorrano) — коммуна в Италии, располагается в регионе Апулия, в провинции Лечче.
Население составляет 6864 человека (2008 г.), плотность населения составляет 199 чел./км². Занимает площадь 34 км². Почтовый индекс — 73020. Телефонный код — 0836.
Покровительницей коммуны почитается святая Доминика, празднование 6 июля.

## Демография
Динамика населения:

## Администрация коммуны
- Официальный сайт: